# Кербабаев, Берды Мурадович
Берды Мурадович Кербабаев (туркм. Berdy Myradowiç Kerbabaýew; 3 (15) марта 1894 — 23 июля 1974) — советский туркменский писатель. Народный писатель Туркменской ССР (1967). Академик АН Туркменской ССР (1951). Герой Социалистического Труда (1969). Лауреат двух Сталинских премий (1948, 1951).

## Биография
Родился в ауле Коуки-Зерен в семье крестьянина. До 1917 года учился в аульной школе (мектебе), затем в Бухарском медресе.
Участвовал в басмаческом движении (отряд Эзиз-хана Чапыка). В мае 1919 году перешёл на сторону РККА. В годы гражданской войны служил работником политотдела Закаспийского фронта.
В 1919—1924 годах работал инструктором уездного и заведующим волостным отделом народного образования, председателем волостного исполкома. В 1927—1928 годах учился в Ленинградском Институте востоковедения. В 1924—1934 годах — на редакторской работе (в газете «Туркменистан», в журнале «Токмак», в Госиздате Туркмении). Член ВКП(б) с 1948 года. В 1934—1936 годах был начальником управления науки при Наркомпросе Туркменской ССР. В 1942—1950 годах — председатель правления Союза писателей Туркменской ССР, позже был избран депутатом ВС Туркменской ССР, членом Комитета по Сталинским премиям.
Скончался 23 июля 1974 года. Похоронен на Ватутинском кладбище Ашхабада.
После смерти писателя, в 1970-е годы в Ашхабаде открылся первый в Туркмении Литературный дом-музей, посвящённый памяти Берды Кербабаева. Был закрыт во времена президента С. Ниязова. В 2000-е годы здание было демонтировано, но участок с садом Кербабаева остался.

### Семья
- Берды Мурадович был несколько раз женат и являлся отцом шести детей.
- сын — Баки (1921—2009), директор Центрального ботанического сада при АН Туркменской ССР; первая жена Евгения Аннакулиевна( в девичестве Артыкова) (1926—1962), их дети: Айлар[5], Сердар; вторая жена Зинаида Александровна (в девичестве Дзагания[6]) (р. 1935), их дети: Лейли, Бытыр.
- сын — Байрам (р. 19 апреля 1944), заведующий кафедрой гистологии Туркменского медицинского университета.

## Творчество
Литературной деятельностью занимался с 1923 года. За этот период опубликовал свыше тридцати произведений разных жанров: несколько пьес, оперные либретто, поэмы и стихи, литературные киносценарии и несколько прозаических произведений, а также переводы на туркменский язык произведений А. С. Пушкина, М. Ю. Лермонтова, Н. В. Гоголя, Л. Н. Толстого, М. Горького и других.
В поэмах «Мир девушек» (1927), «Закрепощённая» (1928), «К новой жизни» (1930) автор изобразил горькую долю туркменской женщины в прошлом, выступая также за утверждение норм социалистической морали. Поэма «Аму-Дарья» (1930) посвящена социалистическому строительству. В историческом романе «Решающий шаг» (кн. 1—2, 1940—1947; кн. 3, 1955) ярко нарисовано участие рядового дайханства в социалистической революции, его дружба с русским народом. Во время Великой Отечественной войны были написаны пьеса «Герой Советского Союза Курбан Дурды» (1942), поэма «Айлар» (1943), трагедия «Махтумкули» (1943) о великом туркменском поэте и патриоте, пьеса «Братья» (1943), либретто первой туркменской оперы на современную тему «Абадан», рассказы «Кто победил», «Стремление» и др.
В послевоенные годы в произведениях автора преобладают темы социалистического строительства — повесть из жизни колхозного аула «Айсолтан из страны белого золота» (1949), роман «Небит-Даг» (1957) о нефтяниках. Роман «Чудом рождённый» (1965) повествует о туркменском революционере К. Атабаеве.

### Избранные публикации на русском языке
Источник — Электронные каталоги РНБ
- Кербабаев Б. М. Айлар : Повесть в стихах. — Ашхабад: ТОГИЗ, 1944. — 123 с.
- Кербабаев Б. М. Загадки : [Стихи : Для дошк. возраста] / Пер. с туркм. В. Приходько. — Ашхабад: Магарыф, 1985. — 40 с. — 150 000 экз.
- Кербабаев Б. М. Капля воды — крупица золота : Роман / Авториз. перевод с туркм. [и предисл.] Ю. Карасева. — Харьков: Прапор, 1982. — 374 с. — 50 000 экз.
- Кербабаев Б. М. Небит-Даг : Роман / Пер. с туркм. Н. Атарова, М. Дальцевой. — М.: Известия, 1982. — 446 с. — (Библиотека советской прозы). — 50 000 экз.
- Кербабаев Б. Решающий шаг : Роман / Пер. с туркм. З. Мухаммедовой, А. Садовского. — Киев: Дніпро, 1980. — 765 с. — (Школьная библиотека). — 100 000 экз.
  - . — М.: Худож. лит., 1984. — 751 с. — 50 000 экз.
- Кербабаев Б. М. У границы : [Рассказы : Для мл. шк. возраста] / Пер. с туркм. Т. Озерской. — Ашхабад: Магарыф, 1979. — 40 с. — (Содерж.: У границы; Сын своего отца). — 100 000 экз.

## Награды и премии
- заслуженный деятель искусств Туркменской ССР (1943)[7]
- Сталинская премия второй степени (1948) — за роман «Решающий шаг» (1947)[8]
- Сталинская премия третьей степени (1951) — за повесть «Айсолтан из страны белого золота» (1949)
- Герой Социалистического Труда (14.3.1969)
- три ордена Ленина (28.1.1950; 28.10.1955; 14.3.1969)
- орден Октябрьской Революции (18.3.1974)
- 3 ордена Трудового Красного Знамени (13.12.1944; 14.2.1957; 28.3.1964)
- медали
- народный писатель Туркменской ССР (1967)
- Государственная премия Туркменской ССР имени Махтумкули (1970).